# Хамби-Ирзинское сельское поселение
Хамби-Ирзинское се́льское поселе́ние — муниципальное образование в Ачхой-Мартановском районе Чечни Российской Федерации.
Административный центр — село Хамби-Ирзи.

## История
Статус и границы сельского поселения установлены Законом Чеченской Республики от 14 июля 2008 года № 40-РЗ «Об образовании муниципального образования Ачхой-Мартановский район и муниципальных образований, входящих в его состав, установлении их границ и наделении их соответствующим статусом муниципального района и сельского поселения».

## Население
| 2010  | 2012  | 2013  | 2014  | 2015  | 2016  | 2017  |
| ----- | ----- | ----- | ----- | ----- | ----- | ----- |
| 3297  | ↗3414 | ↗3486 | ↗3545 | ↗3575 | ↗3667 | ↗3727 |
| 2018  | 2019  | 2020  | 2021  | 2023  | 2024  |       |
| ↗3784 | ↗3852 | ↗3892 | ↘3870 | ↗3952 | ↗4005 |       |

## Состав сельского поселения
| № | Населённый пункт | Тип населённого пункта       | Население |
| - | ---------------- | ---------------------------- | --------- |
| 1 | Хамби-Ирзи       | село, административный центр | ↗4005     |